# Maurice Benhamou
Pour les articles homonymes, voir Benhamou.
Maurice Benhamou, né le 15 janvier 1929 à Casablanca (Maroc) et mort le 12 décembre 2019 à Neuilly-sur-Seine, est un poète et critique d'art français.

## Biographie
Maurice Benhamou naît le 15 janvier 1929 à Casablanca, de parents juifs d’Algérie devenus français par le décret Crémieux en 1870. Il fait ses études secondaires à Casablanca puis au lycée Lakanal à Sceaux.
En 1954, il publie chez Seghers son premier recueil de poésie Abeïno, du nom d’un village saharien, très bien accueilli par la critique, et qui suscite l’enthousiasme du philosophe Gaston Bachelard : « J’ai profité de la sincérité de vos poèmes pour connaitre une vie vraie. »
Il s’installe avec sa femme et ses trois enfants à Paris et créé l'école privée Alfred de Musset qui deviendra par la suite les Cours du Champ de Mars.
Passionné de peinture et parallèlement à son métier de pédagogue, il devient critique d’art indépendant (membre de l’AICA).
En 1963, il rencontre le peintre Jean Degottex, qui aura une grande influence sur ses recherches dans le domaine de la peinture contemporaine.
Défenseur d’une certaine radicalité en peinture, il collabore à plusieurs revues comme Art Press, et écrit des essais sur l’art contemporain dont L’Espace plastique, Le Visible et l’imprévisible, De la peinture à proprement parler et Le Regard analogique.
Une collection de 125 de ces livres d’artistes a fait l’objet d’une donation à la bibliothèque littéraire Jacques-Doucet où elle est consultable. France Culture lui consacre plusieurs émissions.
Il participe à la création en 2019, à Paris, de la galerie ETC co-dirigée par Thomas et Pierre-Henri Benhamou, son petit-fils et son fils qui organisera une exposition-hommage en juin 2020.
Il meurt le 12 décembre 2019 à Neuilly-sur-Seine. Il laisse une œuvre poétique très importante, ainsi que de nombreux écrits qui élaborent une réflexion théorique sur la peinture contemporaine.

## Œuvres
Principaux ouvrages.

### Poésie
- Abeïno, Paris, Seghers, 1952, 26 p. (BNF 31792763)
- Affleurement du chant  (ill. Jean Degottex), Anvers, Schraenen, 1976 (BNF 37115951)
- Le Champ des guetteurs  (ill. Chantal Crousel), Montmorency, Carte blanche, 1980
- L’Ombre portée  (ill. Francesca Chandon), Montmorency, Carte blanche, 1984, 24 p. (ISBN 978-2-87704-039-6, BNF 39902550)
- Deux couleurs, Nice, Unes, 1986, 24 p. (ISBN 978-2-87704-039-6, BNF 34910868)
- Libre comme l’œil  (ill. Jean Degottex), I.A.P.I.F., 1987 (BNF 35534511)
- Déduits de la lumière, Nice, Unes, 1989, 40 p. (ISBN 978-2-87704-037-2, BNF 35009353)
- Plis, Nice, Unes, 1990
- Tension superficielle, Nice, Unes, 1992, 32 p. (ISBN 978-2-87704-085-3, BNF 35574279)
- La Dame à la licorne, Nice, Unes, 1993, 32 p. (ISBN 978-2-87704-006-8, BNF 35610989)
- Et cette pierre : Œuvre de Lars Fredrikson, Nice, Unes, 1996, 16 p.
- Litanies de la saison sèche  (ill. Colette Deblé), Nice, Unes, 1997, 40 p. (ISBN 978-2-87704-100-3, BNF 36163186)
- L'Arbre de notre folie, Nice, Unes, 1998, 32 p. (ISBN 978-2-87704-114-0, BNF 37075772)
- La Voix des paroles, Nice, Unes, 2001, 64 p. (ISBN 978-2-87704-147-8, BNF 37703130)
- Une ombre insoupçonnable, Paris, Espace/Abstraction, 2002
- La Lettre du repli, Espace/abstraction, 2004
- La Nuit de tout son long  (ill. Isabelle Cavalleri), Montreuil, Le temps volé, coll. « Pour un jour sans pain », 2005, 20 p. (ISBN 978-2-916208-04-6)
- Frôlement d’adieu  (ill. Hélène Durdilly), Montreuil, Le temps volé, coll. « Les paroles gelées », 2005, 16 p. (ISBN 978-2-916208-12-1)
- Lettres des anges, suivi de « Rose, la rose », 27 encres de Chine de Jean Degottex  (ill. Jean Degottex, contient Une ombre insoupçonnable et La Lettre du repli), Paris, Rehauts, 2005, 120 p. (ISBN 978-2-9520414-5-4, BNF 39976772)
- Fragment d’un livre des morts  (ill. Anne Slacik), Rochefort-du-Gard, Brèche, 2007, 16 p. (ISBN 978-2-915210-40-8, BNF 45048135)
- Prose des morts  (ill. Jacques Clauzel), Montolieu, Rencontres, 2008, 48 p. (ISBN 978-2-914882-12-5)
- Une hypothèse de solitude  (ill. Martina Kramer), Paris, Rehauts, 2009, 28 p.
- Nul de la lumière jamais n’aura vu que la disparition, Laon, La Porte, coll. « Poésie en voyage », 2009, 16 p. (BNF 42057470)
- Oiseaux de paroles  (ill. Thierry Le Saëc), Paris, La Canopée, 2010, 56 p. (ISBN 978-2-9528715-4-9, BNF 42171175)
- Tréfonds du temps, suivi de Trait-Fond, encres de Chine de Jean Degottex  (ill. Jean Degottex, contient La Nuit de tout son long et Frôlement d’adieu), Nice, Unes, 2013, 72 p. (ISBN 978-2-87704-151-5, BNF 43659746)
- « sans titre, 1 »  (ill. Max Wechsler), Paris, Espace/abstraction, 2014, 64 p. (BNF 45774564)
- « sans titre, 2 »  (ill. Max Wechsler), Paris, Espace/abstraction, 2014, 64 p. (BNF 45774570)
- La Chanson de Barberine (un journal de poésie), Laon, La Porte, coll. « Poésie en voyage », 2014, 36 p. (BNF 43757613)
- Bâtons de pluie  (édition revue et augmentée de l'ouvrage Oiseaux de paroles), Paris, Rehauts, 2014, 120 p. (ISBN 978-2-917029-25-1, BNF 43800356)
- Lieder, Laon, La Porte, coll. « Poésie en voyage », 2015, 28 p. (BNF 44363115)
- Poésies, Laon, La Porte, coll. « Poésie en voyage », 2017, 32 p. (BNF 45320226)
- La Guette  (ill. Max Wechsler), Paris, Galerie ETC, 2019, 32 p. (ISBN 978-2-9566687-0-1)

### Livres d’artistes(collaborations)
- Frédéric Benrath : Entre deux détonations d’abîme
- Béatrice Casadesus : Miroir terni (2001), Se perdre (2006), Dissipation (2006), Élixirs (2007)
- Isabelle Cavalleri : Soif
- Francesca Chandon : Suite (1981)
- Claude Chaussard : La Suite de Fibonacci (2004), Lettre des anges (2004), Colophon (2005), Remuement de lettres (2012), Aha (2014), Bulles (2019), Plutonian Shore (2020, posthume) ;
- Jacques Clauzel : L’infini n’a pas d’accent (2002), Le Livre du pli (2003), Nuit d’été (2004), Théâtre (2005), L’Air de Barberine (2014), L’Angelot maudit (2015) Le Souffle de l’absence, Craticuler le vide, Sibilation du silence, Planète des larmes, Les Ténèbres des choses
- Didier Demozay : Abdiquer le bleu
- Sylvie Fabre G. : Les Excès du présent (2003)
- Eliane Kirscher : Petite corde qui tient un grand navire
- Koschnyder : Un éclair unique
- Joël Leick : Personne n’attend personne (2000), Déserts (2000), Épiphanies (2001), Seuil (2001), Si tu écoutes, écoute (2003), Euphoria (2004), Écorce (2004), Je meurs ou je m’attache (2006), Oubli du bleu ou bleu d’oubli (2008), Brûlure du temps (2012), Marine, Les Naufragés de la lumière, Rouillures de lumière, Brûlure d’espace, Le Vert ouvertement. Suivi de : Le Vent du vert, La Goutte d’or, Corps perdu, Le Dernier Mot, Dans les eaux calmes de la baie, Nuits
- Leonardo Rosa : Cinéromancie (2003)
- Anne Slacik : Sept leçons de silence (1998), Vers le blanc du bleu, Jardins maillés, Romance
- Michel Thamin : La Chanson de Barberine
- Max Wechsler : À l’alphabet une lettre manque

### Théâtre
- Ophélie, Nice, Unes, 2001, 48 p. (ISBN 978-2-87704-148-5)
- Passage de Lear, Chambéry, L'Act Mem, 2009, 60 p. (ISBN 978-2-35513-045-8)

### Essais
- L’Espace plastique : paysages de l’âme et portraits critiques, Gênes, Name, 1998, 235 p. (ISBN 978-8-88729803-1)
- La Couleur tensive, Sainte-Anastasie, Cadex, 2003, 36 p. (ISBN 978-2-913388-43-7)
- Le Visible et l’imprévisible, Paris, L'Harmattan, 2006, 219 p. (ISBN 978-2-296-00123-7)
- De la peinture à proprement parler, Paris, L'Harmattan, 2011, 180 p. (ISBN 978-2-296-13918-3)

### Roman
- La Trace du vent, Paris, L'Harmattan, 2005, 164 p. (ISBN 978-2-7475-7795-3)

### Catalogues d’exposition
- Max Wechsler. L’immobilité, autrement dit le silence, Paris, Espace/Abstraction, 1990
- Quatre peintres de la couleur tensive, Paris, Espace/Abstraction, 1997